# Shakespeare (cràter)
|  | Aquest article tracta sobre un cràter de Mercuri. Si cerqueu un cràter de la Lluna, vegeu «Shakespeare (cràter lunar)». |

Shakespeare és un cràter d'impacte en el planeta Mercuri de 399 km de diàmetre. Porta el nom de l'escriptor anglès William Shakespeare (1564-1616), i el seu nom va ser aprovat per la Unió Astronòmica Internacional el 1979.
El cràter dona el seu nom al quadrangle Shakespeare (H-3), anteriorment conegut com a quadrangle Caduceata.